# They Drive by Night
They Drive by Night è un film del 1938 diretto da Arthur B. Woods.
È un thriller britannico con Emlyn Williams, Ernest Thesiger e Anna Konstam. È basato sul romanzo They Drive by Night di James Curtis.

## Trama
"Shorty" Matthews, dedito alla microcriminalità, una mattina viene rilasciato dal carcere, dopo aver scontato una lieve condanna. Ritrova i suoi vecchi amici ai quali confida di voler andare subito a far visita alla sua amica Alice – accompagnatrice in sale da ballo - ma la trova morta, nel suo letto, strangolata. La padrona di casa di Alice lo incontra sulle scale, e poco dopo (ri-)scopre il cadavere della ragazza. Shorty ha poca fiducia nel sistema giudiziario, ed è convinto che la polizia lo ritenga responsabile dell'omicidio. E già nell'edizione serale dei quotidiani appare essere ricercato da Scotland Yard come presunto assassino. Persa la testa, si dà alla fuga, nella speranza che nel frattempo si scopra il vero autore del crimine. Si imbatte nella sua conoscente, nonché collega e migliore amica di Alice, Molly O'Neill, che crede alla sua innocenza, e gli procura un nascondiglio in una casa abbandonata, mentre la sua vicenda assume in brevissimo tempo un'intensa rilevanza mediatica, e l'opinione pubblica, in genere, lo ritiene responsabile dell'assassinio.
Walter Hoover, un preside in pensione, dall'aspetto distinto e allo stesso tempo fanfarone, nella quiete del suo salotto, circondato da libri di criminologia e devianze varie, nonché da riviste per appassionati di balli da sala, sta ritagliando ed incollando su un album fotografico, con fare compiaciuto, le notizie che nel frattempo i quotidiani avevano freneticamente pubblicato sul caso Matthews. La sera stessa Hoover si reca, come di consueto, nella sala da ballo nella quale Alice operava, e Molly opera ancora, e balla con lei. Poi la segue mentre la giovane si reca nella casa abbandonata al fine di incontrare Shorty, e vi penetra, non visto. Quando Molly e Shorty si avvedono della sua presenza, Hoover afferma di essere convinto dell'innocenza di Shorty, e invita entrambi a casa propria.
Lì Shorty scopre l'album fotografico, e si convince che Hoover potrebbe essere l'assassino. L'ex-preside attacca Molly e sta per strangolarla, quando Shorty interviene e la trae in salvo. In seguito, Hoover viene ritenuto colpevole dell'omicidio di Alice, e condannato a morte.   

## Produzione
Il film, diretto da Arthur B. Woods su un soggetto di James Curtis (autore del romanzo) e su una sceneggiatura dello stesso Curtis e di Paul Gangelin e Derek N. Twist, fu prodotto da Jerome Jackson per la Warner Brothers-First National Productions e girato nei Warner Brothers First National Studios a Teddington, in Inghilterra.

## Distribuzione
Il film fu distribuito nel Regno Unito nel dicembre 1938 al cinema dalla First National Film Distributors.
Altre distribuzioni:
- in Svezia il 12 febbraio 1940 (Efter mörkrets inbrott)
- in Grecia (O drakos tou Londinou)